# Sticky & Sweet Tour
Lo Sticky & Sweet Tour, denominato Sticky & Sweet Tour 2.0 per le date del 2009, è stato l'ottavo tour di concerti della cantautrice statunitense Madonna, a supporto del suo undicesimo album in studio Hard Candy (2008).
Avendo incassato oltre 411 milioni di dollari in soli 85 spettacoli, lo Sticky & Sweet Tour è il quindicesimo tour di maggiore successo della storia musicale, secondo per un'artista femminile, superato nel 2023 dal Renaissance World Tour di Beyoncé.
Durante la fase iniziale furono eseguiti 58 concerti, di cui 17 in Europa, dove il tour iniziò il 23 agosto 2008, 30 in Nord America e 11 in Sud America. Il tour proseguì poi nell'estate 2009, tra luglio e agosto, toccando le città in cui Madonna non si era esibita l'anno precedente, arrivando sino in Asia e concludendosi con due concerti tutto esaurito a Tel Aviv.
Come incasso su scala nazionale nel 2009, le date italiane della seconda parte della tournée a Milano e Udine si attestarono al terzo e al quinto posto rispettivamente.

## Il tour
Partito il 23 agosto dal Millennium Stadium di Cardiff (Regno Unito), per tutto il mese di settembre 2008 il tour ha toccato le principali città europee: tra di esse, in ordine di calendario, Nizza, Berlino, Zurigo, Amsterdam, Roma (Stadio Olimpico), Francoforte sul Meno, Londra (Wembley), Lisbona, Siviglia, Parigi, Vienna.
Atene è l'ultima tappa europea, il 27 settembre.
Il 4 ottobre è iniziata la tranche americana del tour, il primo concerto si è tenuto a East Rutherford, nello Stato del New Jersey, ed è continuato in molte delle principali città nordamericane nell'ordine New York, Boston, Toronto, Montréal, Chicago, Vancouver, Los Angeles, Las Vegas, Philadelphia e Miami.
Infine, due date a Città del Messico, il 29 e 30 novembre hanno concluso la parte nordamericana del tour.
Il 3 dicembre Madonna arriva in Sud America, a Buenos Aires (Argentina).
Nell'America meridionale il tour prevede 11 date in tre Paesi, Argentina, Brasile e Cile: a parte il concerto d'apertura, l'Argentina ha ospitato altre tre date, sempre allo stadio River Plate di Buenos Aires (dove è stato registrato il DVD ufficiale del tour); allo Stadio Nazionale di Santiago del Cile sono state in programma due date; infine, il tour si è concluso in Brasile con due date a Rio de Janeiro, allo stadio Maracanà, e tre a San Paolo, dove si è tenuto l'ultimo concerto, il 21 dicembre.
Il tour è proseguito nel 2009 toccando nuove città in cui Madonna non si è esibita (le uniche città a essere riproposte sono Londra e Parigi). Tra le tappe del tour Madrid, Barcellona e in Italia Milano e Udine. Inoltre lo show è stato modificato, con nuovi costumi e nuove canzoni, ad esempio Frozen. Durante un'intervista Madonna ha dichiarato che è la prima volta che continua un suo tour che è già stato portato a termine e che è molto emozionata dal fatto di esibirsi in luoghi dove non è stata in precedenza.

## L'incidente di Marsiglia

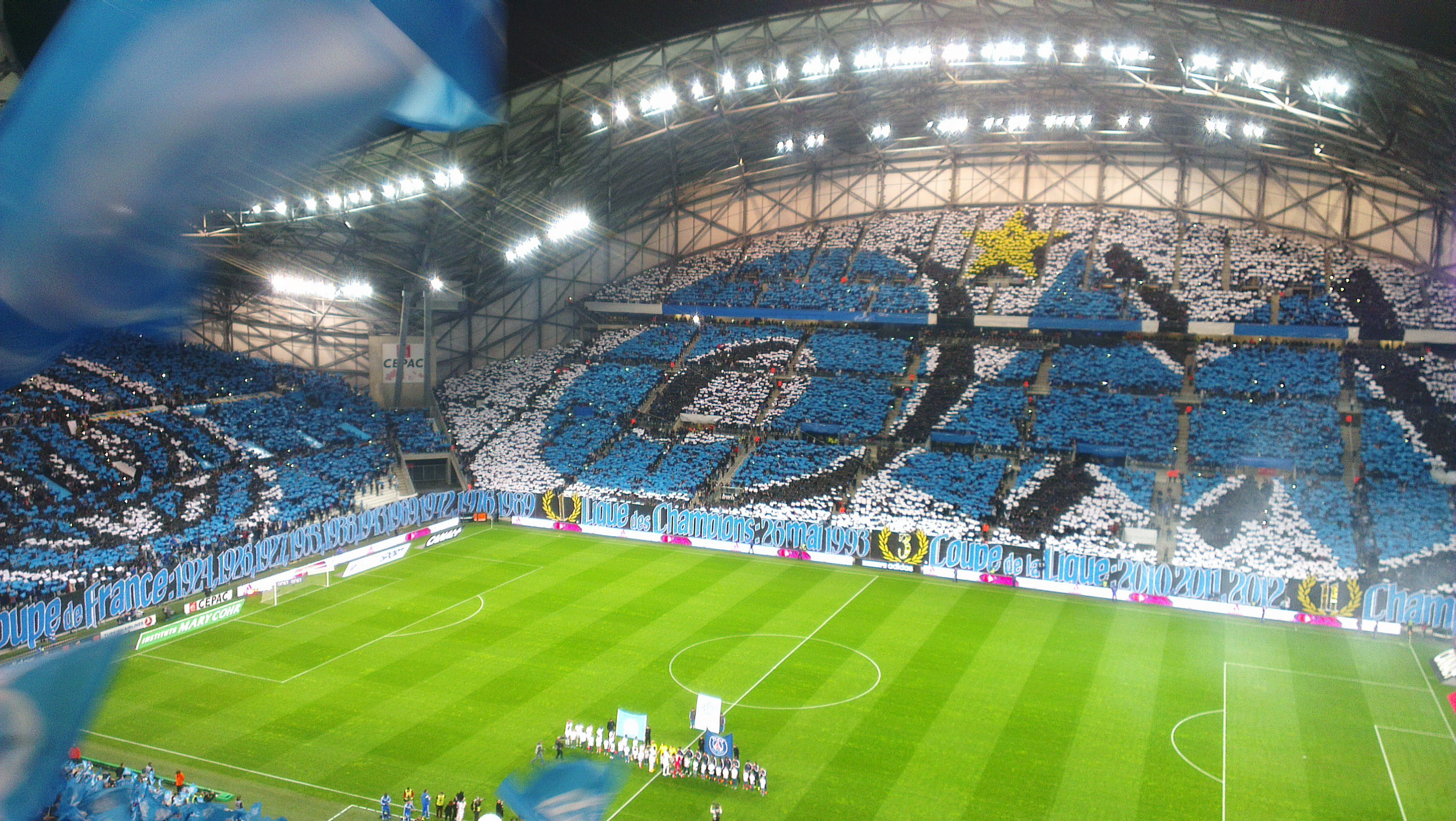
Lo Stade Vélodrome di Marsiglia.

Il 16 luglio 2009, intorno alle ore 17:15, durante la fase di montaggio del palco per il concerto che si sarebbe dovuto svolgere tre giorni più tardi presso lo Stade Vélodrome di Marsiglia, un pezzo di quest'ultimo crollò, ferendo otto tecnici e uccidendone due: Charles Criscenzo, di 53 anni, morì sul colpo, mentre il ventitreenne Charles Prow, nativo di Headingley (sobborgo di Leeds, nel Regno Unito), durante la notte in ospedale. In seguito, emersero notizie secondo le quali il palco sarebbe crollato gradualmente, permettendo agli altri operai di uscire in tempo.
Il concerto, che si sarebbe dovuto svolgere il 19 luglio, venne immediatamente annullato. Madonna, tra le lacrime, rese omaggio ai due tecnici morti nella data di Udine e fece visita a quelli feriti in ospedale.

## Il DVD
Durante la data di Buenos Aires, è stato registrato il DVD dello Sticky & Sweet Tour ed è stato trasmesso per la prima volta il 4 luglio sul canale Sky1.
Il 30 marzo 2010 è stato pubblicato in DVD e CD con il nome Sticky & Sweet Tour. Verrà anche pubblicato per la prima volta in Blu-ray Disc, e solo in Europa e in America Latina Blu-ray Disc e CD.

## Dati tecnici e artistici del tour
Il tour è diretto dalla stessa Madonna insieme a Jamie King; il direttore musicale è Kevin Anthunes, e il coreografo è Jamal Sims, già direttore artistico dei film Step Up, Step Up 2, Hairspray e del più recente tour delle Spice Girls.
Alla cantante svedese Robyn è spettato il compito di fare da supporter nella maggior parte delle date europee del tour; Madonna si è avvalsa dei d.j. set del britannico Paul Oakenfold nei concerti di Londra, del francese Bob Sinclar a Parigi e dell'italiano Benny Benassi a Roma.

## Sinossi
Lo spettacolo si suddivide in quattro sezioni: Pimp, Old School, Gypsy e Rave.

### I atto - Pimp

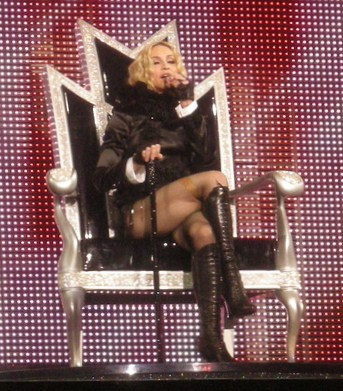
Madonna esegue Candy Shop

Lo show inizia con una intro chiamata The Sweet Machine, che mostra una caramella bianca e rossa che intraprende un percorso simile a quello di un flipper, per poi terminare con la scritta "C-A-N-D-Y". Si assiste poi all'arrivo di Madonna, che appare da uno schermo girevole seduta su un trono, come una regina, ed esegue Candy Shop. Per questa sezione, l'artista indossa un abito nero con stivali coordinati, mentre i ballerini indossano degli abiti stile vintage. Durante questo primo brano, è presente un video simile alla intro, che però nel 2009 venne sostituito da un altro che mostra delle bocche che leccano e sputano neon glassati. Quest'ultimo filmato fu realizzato dall'artista Marilyn Minter. Successivamente viene eseguita Beat Goes On, con Pharrell Williams e Kanye West proiettati sugli schermi, mentre sul palco è presente una Auburn Speedster del 1935. In seguito, l'artista indossa un cappello bianco e imbraccia una chitarra elettrica, per la performance di Human Nature rivisitata in chiave rock, mentre sugli schermi viene proiettato un filmato dove Britney Spears impazzisce all'interno di un ascensore. Questo è un chiaro riferimento alle critiche che la canzone fa ai media, prendendo come esempio il brutto periodo che Britney passò l'anno precedente proprio a causa di questi ultimi. Al termine di Human Nature, Madonna viene raggiunta da alcune ballerine vestite in abiti BDSM e viene eseguita Vogue. In questo caso, la melodia originale è stata quasi totalmente rimpiazzata da quella di 4 Minutes e di Give It to Me di Timbaland; questa versione venne chiamata Vogue 2008.

### II atto - Old School

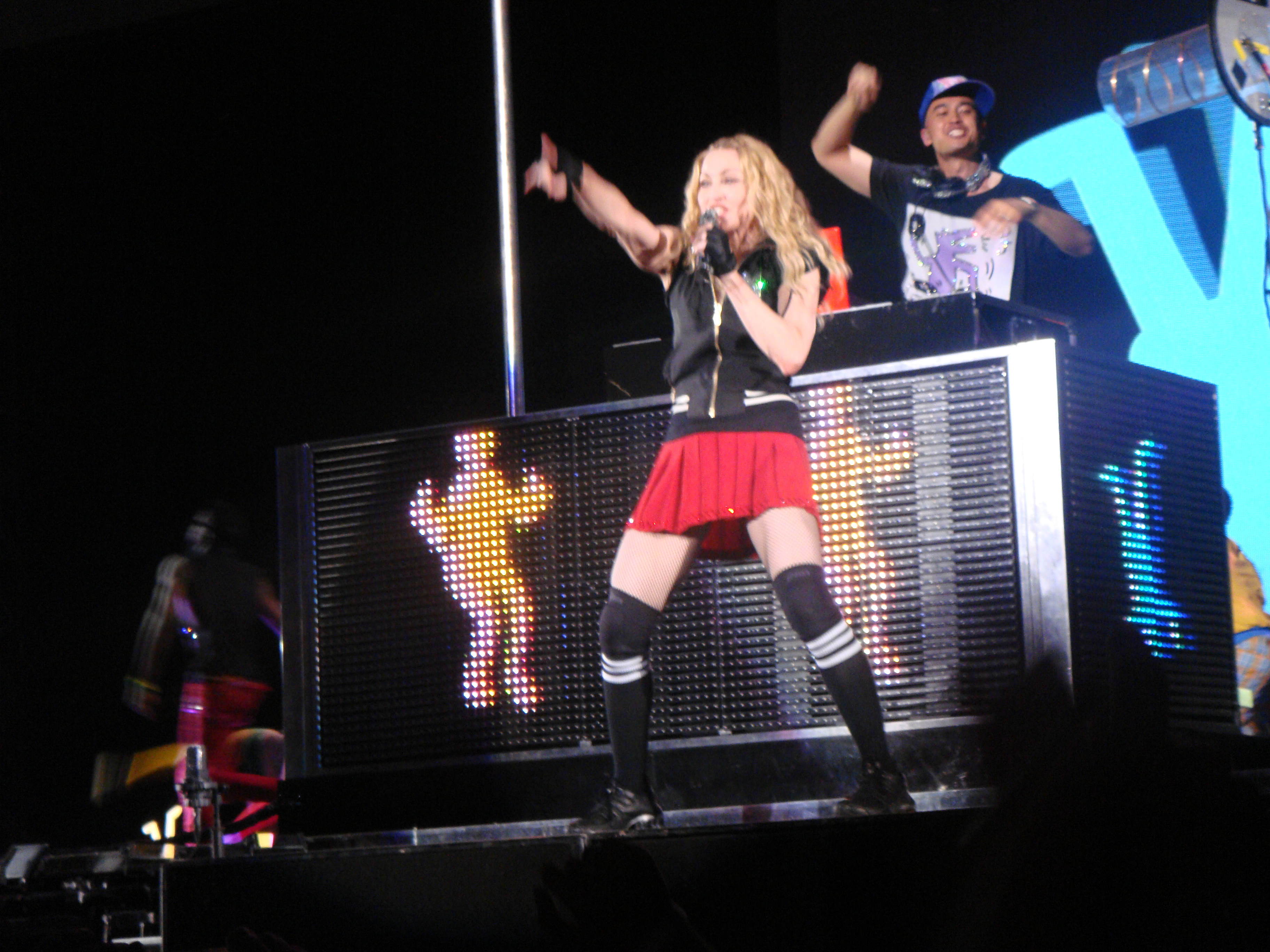
Madonna si esibisce a Monaco nel 2009, durante la seconda sezione dello show

La seconda sezione si apre con il video interludio di Die Another Day, che mostra Madonna che combatte nei panni di un pugile. Intanto, sul palco viene simulato un combattimento simile a quello del video. Madonna torna poi sul palco, e canta Into the Groove remixata con il brano Toop Toop dei Cassius e con frammenti di Jump, mentre salta una corda. Questa versione venne chiamata Into the Groove 2008. In questo brano, coglie l'occasione per omaggiare il pittore e amico Keith Haring morto nel 1990, i cui lavori rappresentano la cultura di strada della New York degli anni '80 proiettati sugli schermi in animazioni 2D. Dopo la performace di Heartbeat, Madonna imbraccia nuovamente la chitarra per la vecchia canzone degli esordi: Borderline, anch'essa rivisitata in chiave rock. Nelle date del 2009, questi due brani vennero sostituiti da Holiday, remixata sulla base di Celebration e Everybody, al termine della quale si assiste ad un tributo a Michael Jackson, e una versione rock di Dress You Up. Segue She's Not Me dedicata a tutte le donne tradite durante la quale vengono proiettate le immagini di Madonna che mostrano tutte le trasformazioni nei suoi 25 anni di carriera, mentre emergono da sotto il palco alcune ballerine che richiamano i suoi più celebri personaggi apparendo abbigliate secondo i vari stili adottati dalla cantante. Madonna è solita baciarne una (per esempio, vi è quella vestita da sposa in stile Like a Virgin, quella con il reggiseno a punta di Vogue, quella in stile Marilyn Monroe di Material Girl e quella in versione spogliarellista di Open Your Heart). La sezione si conclude con il brano Music remixato da Fedde Le Grand (che ha usato la base del suo singolo Put Your Hands for Detroit) e introdotto dal motivo di Last Night a D.J. Saved My Life.

### III atto - Gypsy

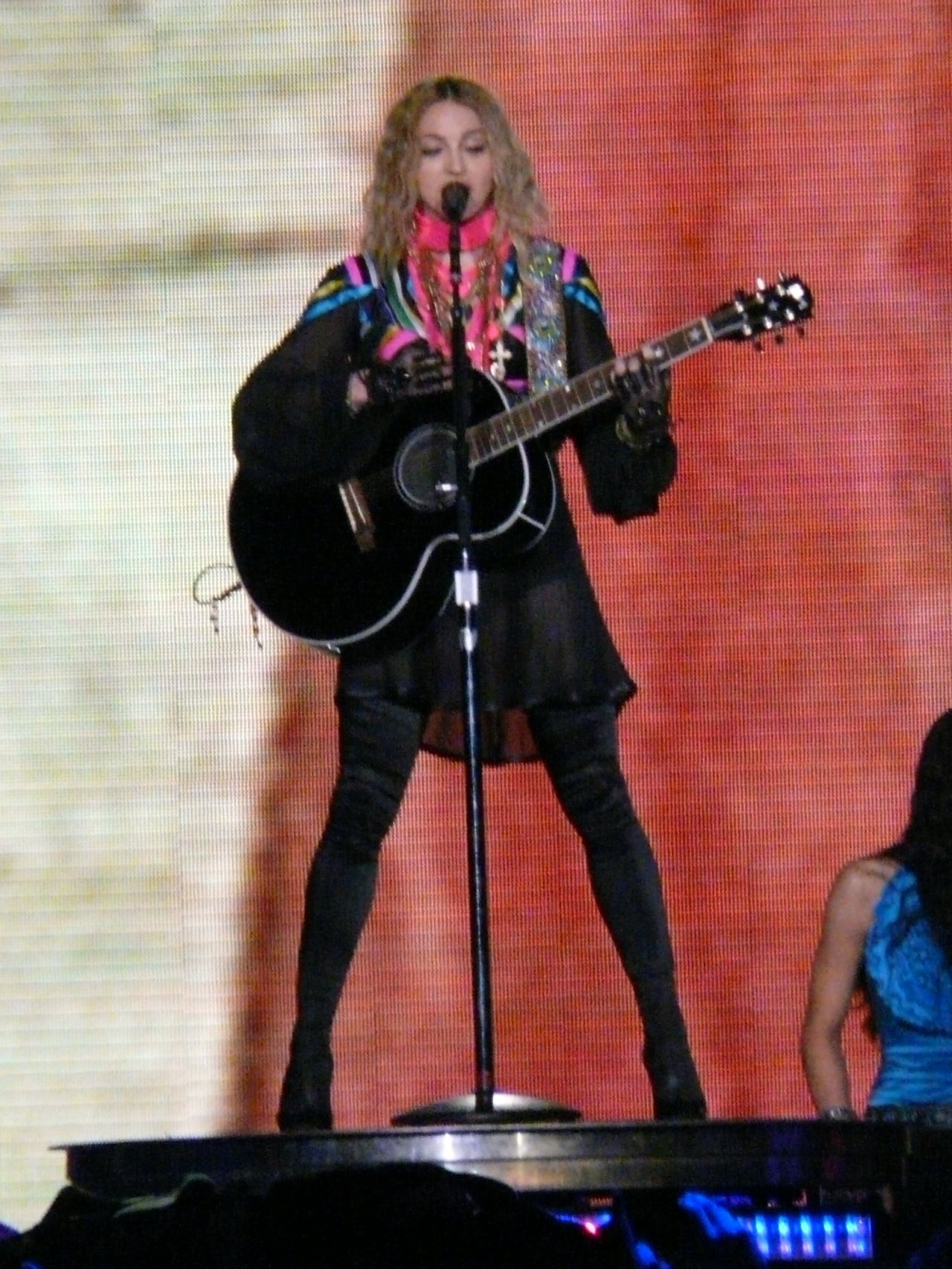
Madonna si esibisce con Miles Away durante la sezione Gipsy

La terza parte dello show si apre con un omaggio agli Eurythmics e alla loro  Here Comes the Rain Again mixata con l'hit Rain, per seguire con una struggente versione di Devil Wouldnt' Recognize You in cui Madonna, rinchiusa in uno schermo cilindrico e trasparente vestita di nero, intona un amore ormai perduto. Si passa poi alla vera e propria atmosfera gypsy, con Spanish Lessons (in cui Madonna balla una sensuale salsa con i suoi ballerini coperti da una tunica nera) per poi, vestita come una sensuale e moderna zingara, cantare la melodica Miles Away mentre scorrono sugli schermi immagini di emigranti e popoli di tutto il mondo danzanti, seguita dal classico La Isla Bonita che, rivisitata dal gruppo multietnico Gogol Bordello come Pala Tute, trasforma lo show in una vera festa gitana. Madonna lascia poi il centro della scena al gruppo rumeno Kolpakov Trio, che interpreta un medley tra due tradizionali brani della cultura zingara: Me Darava e Doli Doli, un vero e proprio intermezzo ballato, per riprenderla dopo con l'esecuzione della canzone del film Evita, vincitrice del Premio Oscar per la miglior canzone originale, You Must Love Me.

### IV atto - Rave

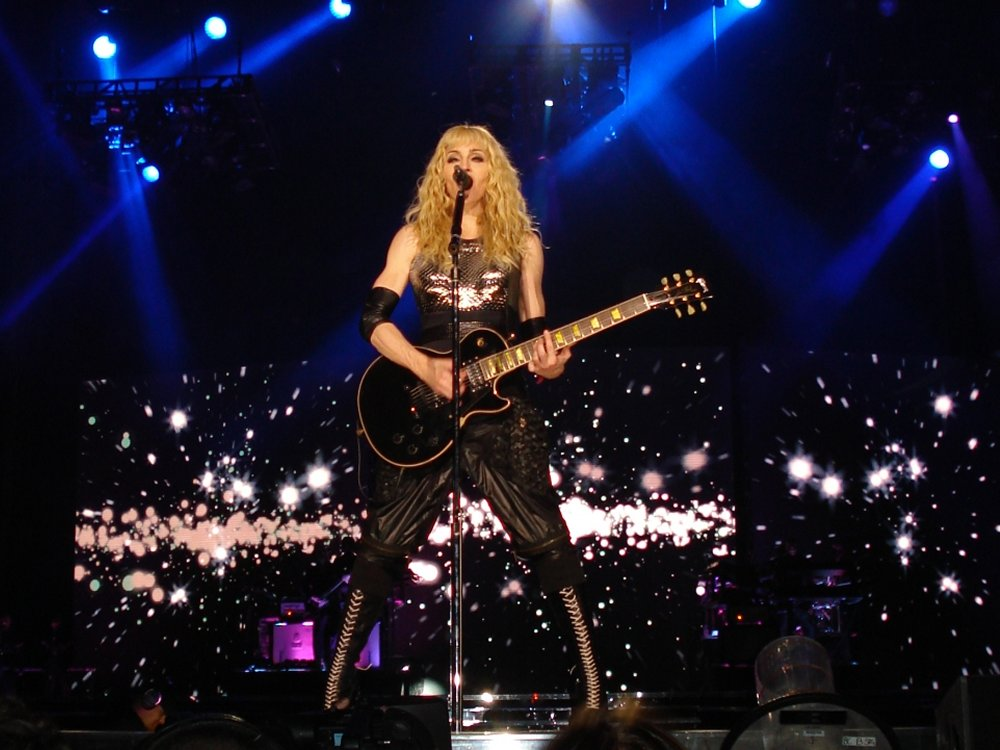
Madonna esegue Ray of Light nella data di Houston

L'ultima parte del concerto è introdotta dal provocatorio video interludio Get Stupid in cui Madonna si rivolge al pubblico incitandolo ad agire per salvare il mondo facendo riferimento anche alla campagna elettorale per la presidenza americana: il candidato repubblicano John McCain viene associato a Hitler e altri dittatori mentre l'immagine di Obama appare tra quelle dei "buoni" del mondo come Gandhi, Al Gore o J.F. Kennedy. In seguito alla vittoria elettorale di Obama il video è stato leggermente modificato eliminando le immagini del candidato repubblicano. Il brano Get Stupid è stato composto attraverso un campionamento di versi delle canzoni dall'album Hard Candy (specialmente di Beat Goes On). Dopo il video messaggio Madonna torna sul palco cantando 4 Minutes con un virtuale Justin Timberlake che appare sugli schermi. Segue le storica hit Like a Prayer mixata con Feels Like Home di Meck, in una nuova versione dance chiamata Like a Prayer 2008. Durante il brano, nello schermo appaiono alcuni versi della Bibbia, del Corano, della Torah e del Talmud. Successivamente la cantante esegue Ray of Light, durante la quale due ballerini eseguono una breve coreografia con indosso dei caschi da motociclisti e sullo sfondo vengono proiettate immagini di stelle in movimento. Nelle date del 2008, in questa sezione Madonna è solita cantare una canzone "a richiesta del pubblico": nella tappa di Roma (6 settembre) ha interpretato Like a Virgin dedicandola a Papa Benedetto XVI dichiarando: «So che mi ama, perché anch'io sono figlia di Dio»; nella tappa di San Diego (4 novembre) ha festeggiato il presidente statunitense neoeletto Obama dedicandogli Express Yourself ballando con una T-shirt dedicata. Dopo quest'ultimo, l'artista canta una versione rock di Hung Up, con alle spalle una partita a scacchi virtuale. Nel 2009, Madonna non eseguì più canzoni a richiesta e Hung Up venne sostituita da una versione dance di Frozen, mentre Ray of Light divenne la penultima canzone. La chiusura dello show comprende la performance di Give It 2 Me, in versione estesa e con un intro rock suonata dalla cantante. Quando il brano finisce, Madonna saluta il pubblico e sparisce tramite lo schermo dell'inizio, per poi far apparire la scritta "GAME OVER".
Mentre le luci si riaccendono e il pubblico lascia la location dello show ormai concluso, si può udire Dance 2night suonata in sottofondo, tratta da Hard Candy.

## Scaletta

### Show del 2008
I atto - Pimp
1. The Sweet Machine (video intro; contiene elementi di Manipulated Living, 4 Minutes e Give It 2 Me)
2. Candy Shop Medley (contiene elementi di 4 Minutes e Beat Goes On)
3. Beat Goes On Medley
4. Human Nature (contiene elementi di Gimme More)
5. Vogue 2008 (contiene elementi di Give It to Me e 4 Minutes)
6. Die Another Day 2008 (video interludio; contiene elementi di Planet Rock e Looking for the Perfect Beat)

II atto - Old School
1. Into the Groove 2008 (contiene elementi di It's like That, Double Dutch Bus, Toop Toop, Apache, Jam on It e Jump)
2. Heartbeat
3. Borderline
4. She's Not Me
5. Music 2008 (contiene elementi di Put Your Hands Up for Detroit e Last Night a D.J. Saved My Life)

III atto - Gypsy
1. Rain / Here Comes the Rain Again (video interludio; contiene elementi di The Wedding Toccata Theme e 4 Minutes)
2. Devil Wouldn't Recognize You
3. Spanish Lesson
4. Miles Away
5. La Isla bonita 2008 (contiene elementi di Pala Tute)
6. Me Darava / Doli Doli (Kolpakov Trio solo)
7. You Must Love Me

IV atto - Rave
1. Get Stupid Medley (video interludio; contiene elementi di Voices, 4 Minutes, Give It 2 Me e Beat Goes On)
2. 4 Minutes
3. Like a Prayer 2008 (contiene elementi di Feels Like Home)
4. Ray of Light
5. Canzone richiesta dal pubblico
6. Hung Up Medley (contiene elementi di A New Level e 4 Minutes)
7. Give It 2 Me

Note
- In ogni data del 2008, la cantante eseguì a cappella un brano scelto dal pubblico. Per esempio, vennero eseguiti brani come Like a Virgin, Express Yourself, Material Girl, Beautiful Stranger, Sorry o American Life.
- Nella data di Los Angeles, il 6 agosto 2008, Britney Spears si è unita a Madonna per cantare Human Nature.
- Sempre il 6 agosto a Los Angeles, Justin Timberlake si unì per la performance di 4 Minutes.
- In una delle date di New York, si unì invece Pharrell Williams per l'esibizione di Give it 2 Me.
- Solo nei concerti in Argentina, è stato cantato dopo You Must Love Me il brano Don't Cry for Me Argentina, canzone che Madonna dedicò al pubblico.
- In origine doveva essere presente una versione di Impressive Instant mixata alla storica hit del suo primissimo album Burning Up, ma alla fine fu sostituita da Like a Prayer 2008.

### Show del 2009
I atto - Pimp

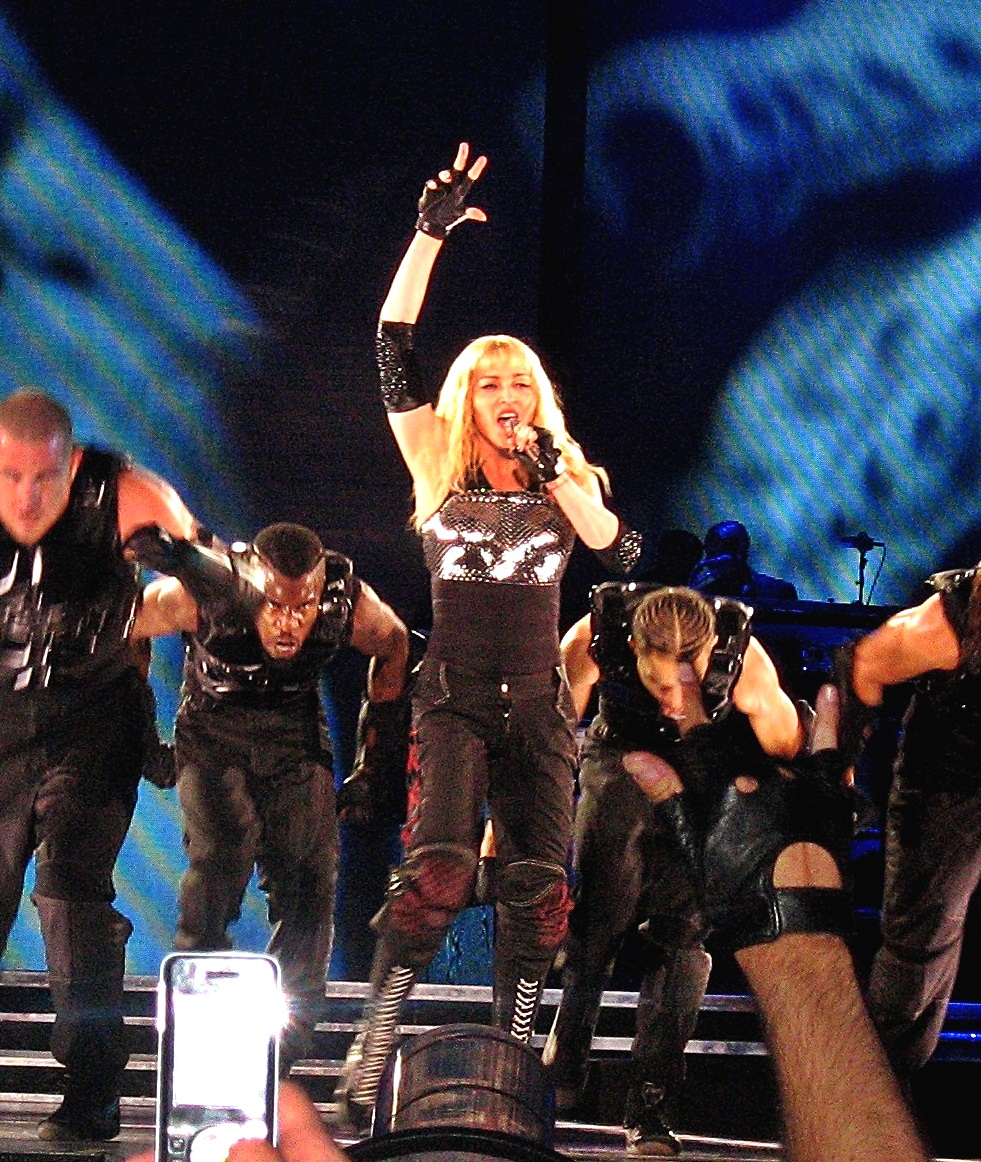
Madonna esegue Frozen, che sostituì Hung Up nel 2009

1. The Sweet Machine (video intro; contiene elementi di Manipulated Living, 4 Minutes e Give It 2 Me)
2. Candy Shop Medley (contiene elementi di 4 Minutes e Beat Goes On)
3. Beat Goes On Medley (contiene elementi di And The Beat Goes On)
4. Human Nature (contiene elementi di What You Need e Gimme More)
5. Vogue 2008 (contiene elementi di Give It to Me e 4 Minutes)
6. Die Another Day 2008 (video interludio; contiene elementi di Planet Rock e Looking for the Perfect Beat)

II atto - Old School
1. Into the Groove 2008 (contiene elementi di It's like That, Double Dutch Bus, Toop Toop, Apache, Jam on It e Jump)
2. Holiday 2009 (contiene elementi di Celebration, Everybody, Billie Jean, Wanna Be Startin' Somethin', Another Part of Me, 2000 Watts e Jam)
3. Dress You Up (contiene elementi di My Sharona, God Save the Queen, e Mickey)
4. She's Not Me
5. Music 2008 (contiene elementi di Put Your Hands Up 4 Detroit e Last Night a D.J. Saved My Life)

III atto - Gypsy
1. Rain / Here Comes the Rain Again (video interludio; contiene elementi di The Wedding Toccata Theme e 4 Minutes)
2. Devil Wouldn't Recognize You
3. Spanish Lesson
4. Miles Away
5. La isla bonita 2008 (contiene elementi di Pala Tute)
6. Me Darava / Doli Doli (Kolpakov Trio solo)
7. You Must Love Me

IV atto - Rave
1. Get Stupid Medley (video interludio; contiene elementi di Beat Goes On, Give It 2 Me, 4 Minutes e Voices)
2. 4 Minutes
3. Like a Prayer 2008 (contiene elementi di Feels Like Home)
4. Frozen 2009 (contiene elementi di I'm Not Alone, Open Your Heart e Hung Up)
5. Ray of Light
6. Give It 2 Me

## Artisti d'apertura
La seguente lista rappresenta il numero correlato agli artisti d'apertura nella tabella delle date del tour.
- Paul Oakenfold = 1
- Robyn = 2
- Benny Benassi = 3
- Bob Sinclar = 4

## Date
| Data              | Città                | Stato       | Luogo                                      | Artisti d'apertura | Biglietti (venduti / disponibili) | Incasso      |
| Europa            | Europa               | Europa      | Europa                                     | Europa             | Europa                            | Europa       |
| ----------------- | -------------------- | ----------- | ------------------------------------------ | ------------------ | --------------------------------- | ------------ |
| 23 agosto 2008    | Cardiff              | Regno Unito | Millennium Stadium                         | 1                  | 33.460 / 33.460                   | $5.279.107   |
| 26 agosto 2008    | Nizza                | Francia     | Stadio Charles Ehrmann                     | 2                  | 41.483 / 41.483                   | $4.381.242   |
| 28 agosto 2008    | Berlino              | Germania    | Stadio Olimpico                            | 2                  | 47.368 / 47.368                   | $6.048.086   |
| 30 agosto 2008    | Zurigo               | Svizzera    | Base aerea di Dübendorf                    | 2                  | 70.314 / 70.314                   | $11.093.631  |
| 2 settembre 2008  | Amsterdam            | Paesi Bassi | Amsterdam ArenA                            | 2                  | 50.588 / 50.588                   | $6.717.734   |
| 4 settembre 2008  | Düsseldorf           | Germania    | LTU Arena                                  | 2                  | 35.014 / 35.014                   | $4.650.327   |
| 6 settembre 2008  | Roma                 | Italia      | Stadio Olimpico                            | 3                  | 57.690 / 57.690                   | $5.713.196   |
| 9 settembre 2008  | Francoforte sul Meno | Germania    | Commerzbank-Arena                          | 2                  | 39.543 / 39.543                   | $6.020.706   |
| 11 settembre 2008 | Londra               | Regno Unito | Stadio di Wembley                          | 1                  | 73.349 / 73.349                   | $11.796.540  |
| 14 settembre 2008 | Lisbona              | Portogallo  | Parque da Bela Vista                       | 2                  | 75.000 / 75.000                   | $6.295.068   |
| 16 settembre 2008 | Siviglia             | Spagna      | Stadio de la Cartuja                       | 2                  | 47.712 / 59.258                   | $4.874.380   |
| 18 settembre 2008 | Valencia             | Spagna      | Circuito Ricardo Tormo                     | 2                  | 50.143 / 50.143                   | $4.941.980   |
| 20 settembre 2008 | Saint-Denis          | Francia     | Stade de France                            | 4                  | 138.163 / 138.163                 | $17.583.211  |
| 21 settembre 2008 | Saint-Denis          | Francia     | Stade de France                            | 4                  | 138.163 / 138.163                 | $17.583.211  |
| 23 settembre 2008 | Vienna               | Austria     | Isola del Danubio                          | 2                  | 57.002 / 57.002                   | $8.140.858   |
| 25 settembre 2008 | Budua                | Montenegro  | Jaz Beach                                  | 2                  | 47.524 / 47.524                   | $3.463.063   |
| 27 settembre 2008 | Atene                | Grecia      | Stadio olimpico Spyros Louīs               | 2                  | 75.637 / 75.637                   | $9.030.440   |
| Nord America      |                      |             |                                            |                    |                                   |              |
| 4 ottobre 2008    | East Rutherford      | Stati Uniti | Izod Center                                | 1                  | 16.896 / 16.896                   | $2.812.250   |
| 6 ottobre 2008    | New York             | Stati Uniti | Madison Square Garden                      | 1                  | 61.586 / 61.586                   | $11.527.375  |
| 7 ottobre 2008    | New York             | Stati Uniti | Madison Square Garden                      | 1                  | 61.586 / 61.586                   | $11.527.375  |
| 11 ottobre 2008   | New York             | Stati Uniti | Madison Square Garden                      | 1                  | 61.586 / 61.586                   | $11.527.375  |
| 12 ottobre 2008   | New York             | Stati Uniti | Madison Square Garden                      | 1                  | 61.586 / 61.586                   | $11.527.375  |
| 15 ottobre 2008   | Boston               | Stati Uniti | TD Banknorth Garden                        | 1                  | 26.611 / 26.611                   | $3.658.850   |
| 16 ottobre 2008   | Boston               | Stati Uniti | TD Banknorth Garden                        | 1                  | 26.611 / 26.611                   | $3.658.850   |
| 18 ottobre 2008   | Toronto              | Canada      | Air Canada Centre                          | 1                  | 34.324 / 34.324                   | $6.356.171   |
| 19 ottobre 2008   | Toronto              | Canada      | Air Canada Centre                          | 1                  | 34.324 / 34.324                   | $6.356.171   |
| 22 ottobre 2008   | Montréal             | Canada      | Centre Bell                                | 1                  | 34.301 / 34.301                   | $5.391.881   |
| 23 ottobre 2008   | Montréal             | Canada      | Centre Bell                                | 1                  | 34.301 / 34.301                   | $5.391.881   |
| 26 ottobre 2008   | Chicago              | Stati Uniti | United Center                              | 1                  | 30.968 / 30.968                   | $5.777.490   |
| 27 ottobre 2008   | Chicago              | Stati Uniti | United Center                              | 1                  | 30.968 / 30.968                   | $5.777.490   |
| 30 ottobre 2008   | Vancouver            | Canada      | BC Place                                   | 1                  | 52.712 / 52.712                   | $5.389.762   |
| 1º novembre 2008  | Oakland              | Stati Uniti | Oracle Arena                               | 1                  | 28.198 / 28.198                   | $4.964.765   |
| 2 novembre 2008   | Oakland              | Stati Uniti | Oracle Arena                               | 1                  | 28.198 / 28.198                   | $4.964.765   |
| 4 novembre 2008   | San Diego            | Stati Uniti | Petco Park                                 | 1                  | 35.743 / 35.743                   | $5.097.515   |
| 6 novembre 2008   | Los Angeles          | Stati Uniti | Dodger Stadium                             | 1                  | 43.919 / 43.919                   | $5.858.730   |
| 8 novembre 2008   | Las Vegas            | Stati Uniti | MGM Grand Garden Arena                     | 1                  | 29.157 / 29.157                   | $8.397.640   |
| 9 novembre 2008   | Las Vegas            | Stati Uniti | MGM Grand Garden Arena                     | 1                  | 29.157 / 29.157                   | $8.397.640   |
| 11 novembre 2008  | Denver               | Stati Uniti | Pepsi Center                               | 1                  | 23.501 / 23.501                   | $4.434.020   |
| 12 novembre 2008  | Denver               | Stati Uniti | Pepsi Center                               | 1                  | 23.501 / 23.501                   | $4.434.020   |
| 16 novembre 2008  | Houston              | Stati Uniti | Minute Maid Park                           | 1                  | 41.498 / 41.498                   | $5.170.100   |
| 18 novembre 2008  | Detroit              | Stati Uniti | Ford Field                                 | 1                  | 30.119 / 30.119                   | $2.395.900   |
| 20 novembre 2008  | Filadelfia           | Stati Uniti | Wachovia Center                            | 1                  | 13.790 / 13.790                   | $2.318.530   |
| 22 novembre 2008  | Atlantic City        | Stati Uniti | Boardwalk Hall                             | 1                  | 13.293 / 13.293                   | $3.321.000   |
| 24 novembre 2008  | Atlanta              | Stati Uniti | Philips Arena                              | 1                  | 14.843 / 14.843                   | $2.632.952   |
| 26 novembre 2008  | Miami Gardens        | Stati Uniti | Dolphin Stadium                            | 1                  | 47.998 / 47.998                   | $6.137.030   |
| 29 novembre 2008  | Città del Messico    | Messico     | Foro Sol                                   | 1                  | 104.270 / 104.270                 | $10.428.743  |
| 30 novembre 2008  | Città del Messico    | Messico     | Foro Sol                                   | 1                  | 104.270 / 104.270                 | $10.428.743  |
| Sud America       |                      |             |                                            |                    |                                   |              |
| 4 dicembre 2008   | Buenos Aires         | Argentina   | Stadio Monumental Antonio Vespucio Liberti | 1                  | 263.693 / 263.693                 | $18.274.292  |
| 5 dicembre 2008   | Buenos Aires         | Argentina   | Stadio Monumental Antonio Vespucio Liberti | 1                  | 263.693 / 263.693                 | $18.274.292  |
| 7 dicembre 2008   | Buenos Aires         | Argentina   | Stadio Monumental Antonio Vespucio Liberti | 1                  | 263.693 / 263.693                 | $18.274.292  |
| 8 dicembre 2008   | Buenos Aires         | Argentina   | Stadio Monumental Antonio Vespucio Liberti | 1                  | 263.693 / 263.693                 | $18.274.292  |
| 10 dicembre 2008  | Santiago del Cile    | Cile        | Stadio nazionale del Cile                  | 1                  | 146.242 / 146.242                 | $11.385.499  |
| 11 dicembre 2008  | Santiago del Cile    | Cile        | Stadio nazionale del Cile                  | 1                  | 146.242 / 146.242                 | $11.385.499  |
| 14 dicembre 2008  | Rio de Janeiro       | Brasile     | Stadio Maracanã                            | 1                  | 107.000 / 107.000                 | $7.322.269   |
| 15 dicembre 2008  | Rio de Janeiro       | Brasile     | Stadio Maracanã                            | 1                  | 107.000 / 107.000                 | $7.322.269   |
| 18 dicembre 2008  | San Paolo            | Brasile     | Stadio Morumbi                             | 1                  | 196.656 / 196.656                 | $15.462.185  |
| 20 dicembre 2008  | San Paolo            | Brasile     | Stadio Morumbi                             | 1                  | 196.656 / 196.656                 | $15.462.185  |
| 21 dicembre 2008  | San Paolo            | Brasile     | Stadio Morumbi                             | 1                  | 196.656 / 196.656                 | $15.462.185  |
| Europa            |                      |             |                                            |                    |                                   |              |
| 4 luglio 2009     | Londra               | Regno Unito | The O2 Arena                               | 1                  | 27.464 / 27.464                   | $5.873.149   |
| 5 luglio 2009     | Londra               | Regno Unito | The O2 Arena                               | 1                  | 27.464 / 27.464                   | $5.873.149   |
| 7 luglio 2009     | Manchester           | Regno Unito | Manchester Evening News Arena              | 1                  | 13.457 / 13.457                   | $2.827.517   |
| 9 luglio 2009     | Parigi               | Francia     | Palazzo dello Sport di Parigi-Bercy        | 1                  | 15.806 / 15.806                   | $2.306.551   |
| 11 luglio 2009    | Werchter             | Belgio      | Rock Werchter Park                         | 1                  | 68.434 / 68.434                   | $7.190.295   |
| 14 luglio 2009    | Milano               | Italia      | Stadio Giuseppe Meazza                     | 1                  | 55.338 / 55.338                   | $6.507.798   |
| 16 luglio 2009    | Udine                | Italia      | Stadio Friuli                              | 1                  | 28.362 / 28.362                   | $3.236.277   |
| 21 luglio 2009    | Barcellona           | Spagna      | Stadio olimpico Lluís Companys             | 1                  | 44.811 / 44.811                   | $5.010.557   |
| 23 luglio 2009    | Madrid               | Spagna      | Stadio Vicente Calderón                    | 1                  | 31.941 / 31.941                   | $4.109.791   |
| 25 luglio 2009    | Saragozza            | Spagna      | Recinto de la Feria                        | 1                  | 30.940 / 30.940                   | $2.015.381   |
| 28 luglio 2009    | Oslo                 | Norvegia    | Valle Hovin                                | 1                  | 79.409 / 79.409                   | $10.481.500  |
| 30 luglio 2009    | Oslo                 | Norvegia    | Valle Hovin                                | 1                  | 79.409 / 79.409                   | $10.481.500  |
| 2 agosto 2009     | San Pietroburgo      | Russia      | Piazza del Palazzo                         | 1                  | 27.103 / 27.103                   | $4.431.805   |
| 4 agosto 2009     | Tallinn              | Estonia     | Auditorium del Festival                    | 1                  | 72.067 / 72.067                   | $5.924.839   |
| 6 agosto 2009     | Helsinki             | Finlandia   | Jätkäsaari                                 | 1                  | 85.354 / 85.354                   | $12.148.455  |
| 8 agosto 2009     | Göteborg             | Svezia      | Ullevi                                     | 1                  | 119.709 / 119.709                 | $14.595.910  |
| 9 agosto 2009     | Göteborg             | Svezia      | Ullevi                                     | 1                  | 119.709 / 119.709                 | $14.595.910  |
| 11 agosto 2009    | Copenaghen           | Danimarca   | Stadio Parken                              | 1                  | 48.064 / 48.064                   | $6.709.250   |
| 13 agosto 2009    | Praga                | Rep. Ceca   | Anfiteatro di Chodov                       | 1                  | 42.682 / 42.682                   | $3.835.776   |
| 15 agosto 2009    | Varsavia             | Polonia     | Aeroporto Bemowo                           | 1                  | 79.343 / 79.343                   | $6.526.867   |
| 18 agosto 2009    | Monaco di Baviera    | Germania    | Stadio Olimpico                            | 1                  | 35.127 / 35.127                   | $3.655.403   |
| 22 agosto 2009    | Budapest             | Ungheria    | Kincsem Park                               | 1                  | 41.045 / 41.045                   | $3.920.651   |
| 24 agosto 2009    | Belgrado             | Serbia      | Ušće Park                                  | 1                  | 39.713 / 39.713                   | $1.738.139   |
| 26 agosto 2009    | Bucarest             | Romania     | Parc Izvor                                 | 1                  | 69.088 / 69.088                   | $4.659.836   |
| 29 agosto 2009    | Sofia                | Bulgaria    | Stadio nazionale Vasil Levski              | 1                  | 53.660 / 53.660                   | $4.896.938   |
| Asia              |                      |             |                                            |                    |                                   |              |
| 1º settembre 2009 | Tel Aviv             | Israele     | Hayarkon Park                              | 1                  | 99.674 / 99.674                   | $14.656.063  |
| 2 settembre 2009  | Tel Aviv             | Israele     | Hayarkon Park                              | 1                  | 99.674 / 99.674                   | $14.656.063  |
| Totale            | Totale               | Totale      | Totale                                     | Totale             | 3.545.899 / 3.557.445 (99.9%)     | $407.713.266 |

### Cancellazioni
| Data           | Città      | Stato       | Luogo                         | Causa             |
| Europa         | Europa     | Europa      | Europa                        | Europa            |
| -------------- | ---------- | ----------- | ----------------------------- | ----------------- |
| 8 luglio 2009  | Manchester | Regno Unito | Manchester Evening News Arena | Cause sconosciute |
| 19 luglio 2009 | Marsiglia  | Francia     | Stadio Vélodrome              | Crollo del palco  |
| 28 luglio 2009 | Amburgo    | Germania    | Trabrennbahn Bahrenfeld       | Cause sconosciute |
| 20 agosto 2009 | Lubiana    | Slovenia    | Ippodromo di Lubiana          | Cause sconosciute |

## Personale
- Direzione artistica: Jamie King
- Direzione musicale: Kevin Antunes
- Direzione luci: Mac Moiser
- Direzione video: Christian Lamb, Frank the Plumber, Eugene Riecansky, Steven Klein, James Lima, Nathan Rissman e Tom Munro
- Supervisione coreografie: Stefanie Ross
- Coreografie: Richmond Talauega, Anthony Talauega, Dondracio Johnson, Alison Faulk, Aljamaal Jones e Jason Young
- Assistenti coreografie: Jamal Sims, RJ Durell e Aakomon Jones
- Coreograpie speciali: Riki Onodera, Yuki Yoshida, Charles Park, Prince Jron, Yaman Okur, Brahim Rachiki, Jason Lester, Natasha Bielenberg, Flii Stlez, Danielle Polanco, Stephonie Webb e Julian Phillips
- Assistenti coreografie speciali: Khadijah Maloney, Stacey Hipps e Shavonne Monfiston
- Effetti sonori: Sean Spuehler
- Effetti luci: LeRoy A. Bennett
- Effetti video: Veneno, Inc.
- Produzione: LeRoy A. Bennett
- Costumi: Arianne Phillips, Riccardo Tisci (per Givenchy), Tom Ford, Dolce & Gabbana, Miu Miu, Stella McCartney, Moschino, Stefano Pilati (per Yves Saint Laurent), Kiki de Montparnasse, Michael Schmidt, Roberto Cavalli e Jeremy Scott
- Manager: Guy Oseary
- Pubbliche relazioni: Liz Rosenberg
- Assistenza legale: Grubman, Indursky & Shire
- Logistica: Sevvy Enfield
- Promoter: Live Nation Global Touring

### Band
- Chitarre: Madonna, Alexander Kolpakov, Vadim Kolpakov e Monte Pittman
- Tastiere: Kevin Antunes e Ric'key Pageot
- Programming: Kevin Antunes
- Cori: Kiley Dean, Arkady Gips, Alexander Kolpakov, Vadim Kolpakov, Monte Pittman e Nicki Richards
- Batteria: Brian Frasier-Moore
- Violino: Arkady Gips
- Piano: Ric'key Pageot
- Fisarmonica: Ric'key Pageot
- Campanacci: Monte Pittman
- Tour DJ: Eric Jao
- Ballerini: Vadim Kolpakov, Leroy Barnes, Sofia Boutella, Jason Boyd, Emilie Capel, William Charlemoine, Paul Kirkland, Jennifer Kita, Kento Mori, Yaman Okur, Charles Park IV, Valeree Pohl, Anthony Rue Jr., Nilaya Savnis, Jason Young, Riki Onodera e Yuki Yoshida

## I numeri
181 giorni di durata del tour (dal 23 agosto 2008 al 21 dicembre 2008 - dal 4 luglio 2009 al 1 settembre 2009)
85 rappresentazioni dello spettacolo
62 città toccate dal tour in 5 continenti (Nord America e Canada, Centro America, Sud America, Europa, Asia)
4 show cancellati
125 minuti di durata dello show
21 brani eseguiti durante lo show
6 coriste e 17 ballerini sul palco insieme a Madonna
3.545.899 spettatori
407.713.266 dollari incassati